# Globicornis breviclavis
Globicornis breviclavis là một loài bọ cánh cứng trong họ Dermestidae. Loài này được Reitter in Schneider & Leder miêu tả khoa học năm 1878.